# Польские легионы (1914—1918)
Польские легионы 1914—1916 годов (пол. Legiony Polskie 1914—1918) — польские формирования армии Австро-Венгрии, принимавшие участие в Первой мировой войне.

## История
Были сформированы в августе 1914 года в Галиции по инициативе Юзефа Пилсудского, членов ККПН и польских депутатов парламента Австро-Венгрии. Набирались из членов скаутских организаций (Стрелецкого союза и Польских стрелецких дружин).
28 июля 1914 года Австро-Венгрия объявила войну Сербии. Началась Первая мировая война.
29-30 июля Юзеф Пилсудский начал частичную мобилизацию стрельцов. Через день он подчинил Польские стрелецкие дружины себе, а 2 августа с согласия австрийских властей начал мобилизацию дружин из Галиции. 3 августа было объявлено о создании Первой кадровой роты. 12 августа 1914 года Первая кадровая рота вместе с ротами Станислава Тессаро «Зосик» и Вацлава Вицерковича «Скавеол» взяла Кельцы. Затем, после неудачной попытки прорыва в Варшаву, чтобы вызвать восстание, рота вернулась в Краков и стала ядром Польских легионов.
Изначально было два легиона: Восточный и Западный. После победы русской армии в Галицийской битве поляки Восточного легиона отказались воевать против России, вследствие чего легион 21 сентября 1914 года был распущен. 19 декабря на основе Западного легиона были созданы три бригады: первой командовал Юзеф Пилсудский, второй — Юзеф Халлер, третьей — Зигмунт Зелинский (позднее Болеслав Роя). Командовали легионами генералы Кароль Тжаска-Дурский и Станислав Пухальский, а также полковники Станислав Шептицкий и Зигмунт Зелинский.
Легионы участвовали в боях как в Галиции, так и в Карпатах. Численность войск в легионах менялась быстро, особенно после ухода Пилсудского с должности командира и переименования легионов в Польский вспомогательный корпус. Сражались в Ровенской операции 1915 г. В июне 1916 года в легионах было около 25 тысяч человек. После Брусиловского прорыва 4-6 июля 1916 года легионы приняли участие в кровопролитных боях под Костюхновкой.
5 ноября 1916 года на этнических польских землях было образовано марионеточное Королевство Польское, подчинявшееся Германской империи, и польские легионы стали частью германской армии.
Однако большинство военнослужащих I и III бригады легионеров (166 офицеров и около 5000 рядовых) в июле 1917 года отказались от принесения присяги Германии. Они были разоружены немцами и заключены в лагеря. Легионеры — австрийские подданные (около 3500 человек) были включены в австрийскую армию, перевезены в Галицию и отправлены на Итальянский фронт. Военнослужащие II бригады (60 офицеров и 1250 рядовых) во главе с генералом Юзефом Халлером принесли германскую присягу и попали на Восточный фронт, где спустя год, в феврале 1918 года, перешли на сторону Антанты. 22 июля 1917 года создатель польских легионов Юзеф Пилсудский и его соратник Казимеж Соснковский были арестованы германскими властями.
На основе легионов после войны была создана регулярная армия самостоятельной Польши — Войско Польское.

## Присяга
Присяга была подготовлена немецкими властями и 3 июля 1917 года представлена генералу Гансу Безелеру, тогдашнему немецкому губернатору Варшавы и высшему руководителю планируемого военного формирования — Польских вооружённых сил. Он присягнул на верность Польским легионам, тем самым передав их под прямое немецкое командование.
Однако Польские Легионы уже были в ярости из-за планов Германии и Австро-Венгрии ограничить независимость Польши. Кроме того, они были возмущены и увольнением Австро-Венгрией Юзефа Пилсудского, который был лидером Легионов. Поэтому большинство солдат Легионов отказались присягнуть на верность несуществующему королю Польши или иностранному правительству, что привело к так называемому Кризису Присяги.

Клянусь Всемогущим Богом, что буду верно служить Отечеству моему, Королевству Польскому и будущему Королю моему, как на воде, так и на суше, и при любых обстоятельствах; что в настоящей войне я буду верно поддерживать братство по оружию с войсками Германии и Австро-Венгрии и союзных с ними стран; что буду повиноваться своим начальникам и командирам, выполнять приказы и вообще вести себя так, чтобы жить и умереть как храбрый и справедливый польский солдат. Да поможет мне Бог!
Оригинальный текст (пол.)Przysięgam Panu Bogu Wszechmogącemu, że Ojczyźnie mojej, Polskiemu Królestwu, i memu przyszłemu Królowi na lądzie i wodzie i na każdym miejscu wiernie i uczciwie służyć będę; że w wojnie obecnej dotrzymam wiernie braterstwa broni wojskom Niemiec i Austro-Węgier oraz państw z nimi sprzymierzonych; że będę przełożonych swych i dowódców słuchał, dawane mi rozkazy i przepisy wykonywał i w ogóle tak się zachowywał, abym mógł żyć i umierać jako mężny prawy żołnierz polski. Tak mi, Boże, dopomóż!